# Clémentine de Saxe-Cobourg-Gotha
La princesse Clémentine (en allemand : Klementine Maria Teresa Josepha Leopoldine Viktoria Raphaele Gabriele Gonzaga von Sachsen-Coburg und Gotha) de Saxe-Cobourg-Gotha, née à Pola, Empire d'Autriche-Hongrie, le 23 mars 1897 et morte à Lausanne, Suisse, le 7 janvier 1975, est une princesse de Saxe-Cobourg-Gotha, membre de la branche dite « brésilienne » de sa famille.

## Famille
La princesse Clémentine est la fille aînée et la seconde des huit enfants du prince Auguste de Saxe-Cobourg-Gotha (1867-1922) et de son épouse l'archiduchesse Caroline de Toscane (1869-1945), mariés en 1894. Elle appartient à la branche dite « brésilienne » de sa famille,.
En effet, par sa grand-mère paternelle, la princesse Léopoldine du Brésil (1847-1871), la princesse est l'arrière petite-fille de l'empereur Pierre II du Brésil (1825-1891) et de son épouse la princesse Thérèse-Christine des Deux-Siciles (1822-1889), tandis que, par son grand-père paternel, elle descend du prince Auguste de Saxe-Cobourg-Gotha (1818-1881) et de son épouse la princesse Clémentine d'Orléans (1817-1907).
Ses grands-parents maternels sont l'archiduc Charles Salvator de Habsbourg-Toscane (1839-1892) et son épouse la princesse Marie-Immaculée de Bourbon-Siciles (1844-1899). Dès lors, la princesse Clémentine est apparentée aux maisons de Habsbourg et de Bourbon-Siciles.
Clémentine, est la seconde d'une fratrie de huit enfants comprenant : 1) Auguste de Saxe-Cobourg-Gotha (1895-1909), 2) Marie Caroline de Saxe-Cobourg-Gotha (1899-1941), 3) Rainer de Saxe-Cobourg-Gotha (1900-1945), 4) Philipp Josias de Saxe-Cobourg-Gotha (1901-1985), 5) Theresa de Saxe-Cobourg-Gotha (1902-1990), 6) Léopoldine de Saxe-Cobourg-Gotha (1905-1978) et 7) Ernst de Saxe-Cobourg-Gotha (1907-1978),.

## Biographie

### Jeunesse

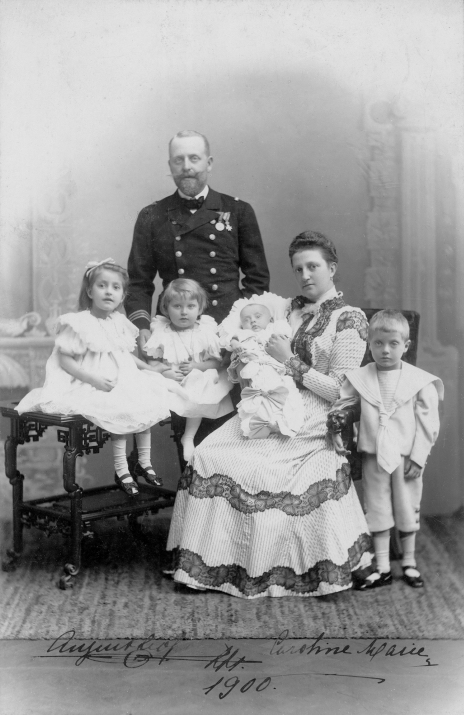
Auguste de Saxe-Cobourg, son épouse Caroline de Toscane et leurs quatre premiers enfants : Clémentine, Marie Caroline, Rainer et Auguste photographiés par Victor Angerer en 1900.

Née à Pola – aujourd'hui Pula en Croatie – dans la villa que son père, officier de marine, possède sur la côte Adriatique le 23 mars 1897, la princesse Clémentine, porte un prénom rendant hommage à sa bisaïeule Clémentine d'Orléans. Deux jours après sa naissance, elle est baptisée par le père Paul Vrednicek, chapelain de la marine impériale austro-hongroise, et reçoit pour marraine sa grand-mère maternelle la princesse Marie-Immaculée de Bourbon-Siciles. La princesse grandit d'abord à Pola, puis, à partir de 1902 à Gerasdorf, près de Vienne. 
L'harmonie familiale est troublée par la mort soudaine, le 22 septembre 1909, des suites d'une maladie pulmonaire, de son frère aîné Auguste à l'âge de 13 ans,. Le père de Clémentine, le prince Auguste, officier retiré des marines brésilienne et austro-hongroise, gère maintenant ses domaines et s'adonne à la chasse. Sa mère, l'archiduchesse Caroline, douce et dévote est dévouée à l'éducation de ses enfants.
Leur mère estime, contrairement à l'usage dans beaucoup de familles royales, qu'une instruction à l'extérieur de la cellule familiale est préférable. Dès lors, Clémentine et sa sœur Thérèse sont éduquées dans une institution catholique privée : le couvent du Sacré-Cœur de Pressbaum, près de Vienne. La princesse est capable de parler le français et l'allemand et possède quelques rudiments d'anglais. Durant la Première Guerre mondiale, Clémentine exerce la fonction d'infirmière pour la Croix-Rouge. En 1918, la fin de la guerre bouleverse profondément le monde dans lequel Clémentine a grandi. Sur le plan personnel, elle contracte la grippe espagnole. À partir de 1919, après la vente du château de Gerasdorf, la famille de la jeune fille réside au château de Schladming en Styrie.
Après la mort de son père, advenue le 11 octobre 1922 des suites d'une longue maladie, Clémentine qui est de nationalité allemande, choisit de quitter les siens pour s'installer chez sa cousine Maria del Pilar de Bavière (1891-1987) au château de Nymphenburg. La princesse bavaroise, artiste assez excentrique, s'adonne volontiers à la peinture et noue une relation amicale durable avec Clémentine, qui grâce à l'entregent de sa cousine est engagée comme secrétaire du nonce apostolique de Munich, l'évêque Eugenio Pacelli, futur pape Pie XII.

### Mariage et postérité

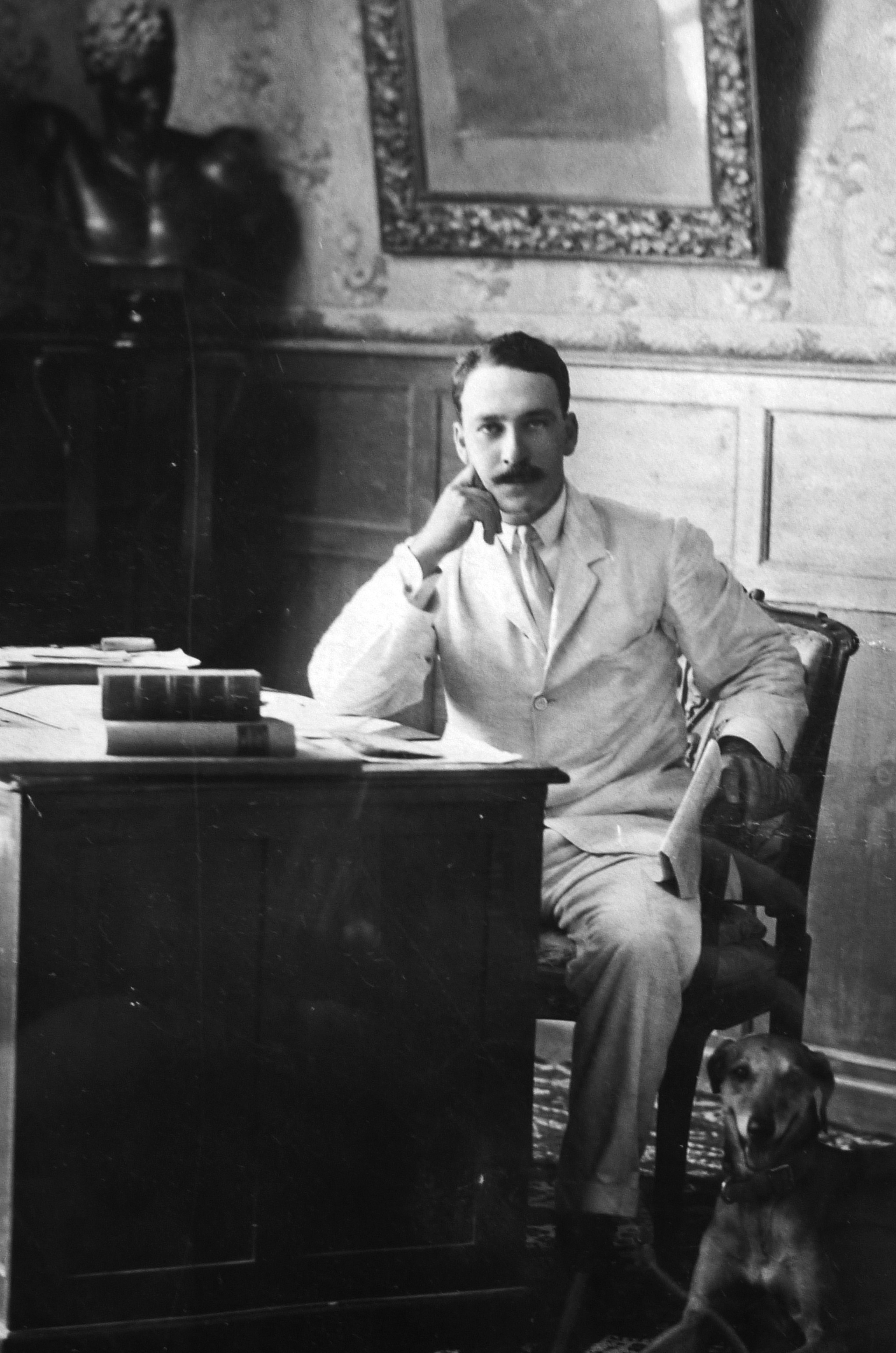
Eduard von Heller vers 1910 (collection Olivier Defrance).

En 1924, lors d'une soirée donnée par la haute société viennoise, Clémentine rencontre Eduard von Heller, un ingénieur agronome issu d'une famille d'origine juive Ashkénaze, né au Caire le 21 mars 1877, très fortuné, qui demande sa main. Clémentine accepte de l'épouser car il est de confession catholique. Le futur marié est le fils du baron Léopold, dit Léon, von Heller (1848-1914) et de Maria Elena de Frias (1851-1925), unis en 1870, qui résident successivement à Vienne, Lucerne, Genève, puis en Égypte, en raison de la mauvaise santé de Léon von Heller, fondateur de la fortune familiale, constituée principalement de terres agricoles en Égypte. 
Le mariage civil de Clémentine et Eduard a lieu à Zurich le 10 novembre 1925, sept jours avant la cérémonie religieuse en l'église Saint-Augustin de Cobourg où le prince Charles-Édouard de Saxe-Cobourg et Gotha, jadis duc régnant sur le duché de Saxe-Cobourg, officie en qualité de témoin de la mariée. Bien que l’union puisse être jugée inégale, Clémentine reçoit de l’ancien duc l’autorisation de continuer à utiliser son titre de princesse de Saxe-Cobourg..
Le couple a trois enfants :
1. Marie Amelie de Heller, née au château Saint-Martin à Bougy-Villars, Suisse, le 9 août 1926, elle épouse en 1949 le comte Carlo Nicolis de Robilant (1927-2008), dont sont issus trois fils. Elle meurt en octobre 2024 et ses funérailles ont lieu le 22 octobre[13] ;
2. Hélène de Heller, née à Lausanne, le 16 septembre 1929 et morte dans un hôpita au Caire le 13 janvier 1932, après avoir ontracté une amibiase en se baignant dans les eaux de la Riviera française ;
3. Alexander-Georges de Heller, né au château Saint-Martin à Bougy-Villars, Suisse, le 22 juillet 1938 et mort à Lausanne le 5 février 1969, célibataire, il souffrait d’une maladie dégénérative très handicapante.

### Une existence cosmopolite
Dans les années 1930, la princesse Clémentine et son mari partagent leur temps entre l'Égypte, la Suisse (la résidence familiale des Heller à Bougy-Saint-Martin) et le reste de l'Europe. En Suisse, le couple fréquente de nombreux membres du Gotha comme la reine Marie de Roumanie, et des souverains exilés, tels le tsar de Bulgarie Ferdinand ou le roi d'Espagne Alphonse XIII. Les Heller acquièrent un chalet à Crans-Montana où ils s'adonnent au ski. Tandis qu'en Égypte où ils se rendent habituellement d'octobre à mai, ils vivent de manière originale sur un bateau de luxe, le Firooz, où, en 1939, ils reçoivent la princesse Henriette de Belgique avec laquelle ils deviennent amis. Ils séjournent aussi à Cannes, Aix-les-Bains, Paris et Londres où Édouard de Heller pratique le polo.
Clémentine et sa famille prennent la nationalité suisse, la princesse ayant catégoriquement refusé la proposition des autorités du Troisième Reich de revenir s’installer en Allemagne, sans son époux d’origine juive. Eduard von Heller devient dès lors « Édouard de Heller ».

### Seconde Guerre mondiale
Lorsque la guerre éclate en 1939, les Heller décident de demeurer en Suisse et font rapatrier leur fille Marie Amelie qui étudiait dans un collège à Londres. Durant tout le conflit, Clémentine et son mari offrent volontiers l'hospitalité à leurs parents comme la princesse Joséphine de Belgique, devenue religieuse en 1935, ou le comte et la comtesse de Barcelone. Elle ne peut en revanche entrer en contact avec sa famille proche. Le 6 juin 1941, sa sœur la princesse Marie Caroline est soustraite de l'institution religieuse où elle demeurait pour être emmenée de force au château de Hartheim, à Alkoven, près de Linz. Le jour même, en raison de son handicap mental, elle est assassinée, victime du terrible programme T4. 
À la fin du conflit, la princesse Caroline, mère de Clémentine, et trois de ses enfants : Léopoldine, Rainer et Philipp Josias sont en Hongrie, pays désormais occupé par l'armée soviétique. Son frère Rainer est abattu par des soldats russes à Gÿomrö le 25 mars 1945, mais il n'est officiellement déclaré décédé que sur décision judiciaire en 1961. Le 12 mai 1945, la princesse Caroline meurt, probablement d'un infarctus, mais Clémentine croit durant longtemps qu'elle a été assassinée par l'armée rouge. Le prince Philipp Josias gagne Vienne avec son épouse et son fils, après une véritable fuite, en été 1946.

### Après la guerre
La Suisse, après la fin de la guerre, devient une terre d'accueil pour les souverains exilés. En 1946, Henriette de Belgique présente aux Heller le roi des Belges Léopold III et son épouse la princesse Lilian, exilés à Pregny depuis 1945. Ils restent en contact jusqu'au retour de la famille royale en Belgique. Les Heller reçoivent également la reine d'Italie Marie-José, ainsi que de nombreuses altesses jadis régnantes.

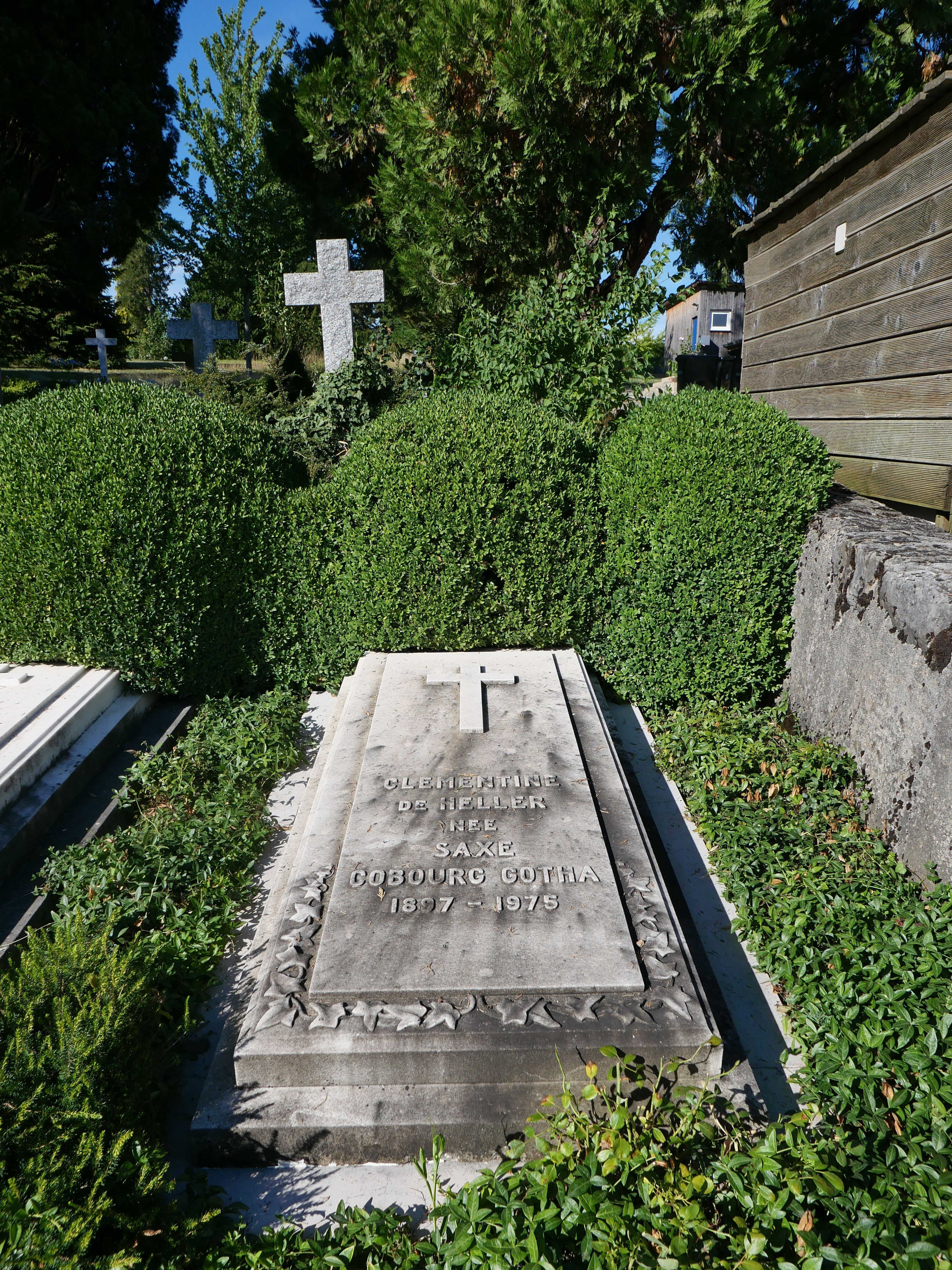
Sépulture de Clémentine de Saxe-Cobourg-Gotha au cimetière d'Aubonne.

En revanche, si elle se plaît au contact des royautés, Clémentine, parmi sa fratrie, ne garde des contacts qu'avec sa sœur Theresa, épouse de Lamoral Taxis von Bordogna. Les Heller sont également impliqués dans la vie artistique et culturelle helvétique et, en 1954, font don d'antiquités égyptiennes au musée d'Art et d'Histoire de Genève. 
Progressivement, les affaires en Égypte déclinent et l'arrivée au pouvoir, en 1952, du président Nasser qui nationalise les entreprises signe la fin des bénéfices pour les Européens. Édouard de Heller se rend sur place pour tenter de défendre ses intérêts, mais il s'aperçoit que, sans en avoir été avisé, de nouvelles constructions ont été bâties sur sa propriété à Zamalek. En 1962, toutes ses possessions sont en voie de nationalisation. La fortune des Heller se réduit, les obligeant à modifier leur style de vie. 
Le 6 décembre 1970, un an après la mort de son fils Alexander, Édouard de Heller meurt à Bougy, à l'âge de 93 ans. Clémentine emménage dans un appartement à Lausanne, mais commence à souffrir de problèmes cardiaques. Elle est soignée par sa fille Marie Amelie. Atteinte d'une bronchite, elle meurt dans une clinique de la ville, à l'âge de 77 ans le 7 janvier 1975 et est inhumée au cimetière d'Aubonne.

## Ascendance
|  |                                                 |  |  |  |  |  |  |  |  |  |  |  |  |
|  | 8. Auguste de Saxe-Cobourg-Gotha                |  |  |  |  |  |  |  |  |  |  |  |  |
|  |                                                 |  |  |  |  |  |  |  |  |  |  |  |  |
|  |                                                 |  |  |  |  |  |  |  |  |  |  |  |  |
|  | 4. Auguste de Saxe-Cobourg-Gotha                |  |  |  |  |  |  |  |  |  |  |  |  |
|  |                                                 |  |  |  |  |  |  |  |  |  |  |  |  |
|  |                                                 |  |  |  |  |  |  |  |  |  |  |  |  |
|  | 9. Clémentine d'Orléans                         |  |  |  |  |  |  |  |  |  |  |  |  |
|  |                                                 |  |  |  |  |  |  |  |  |  |  |  |  |
|  |                                                 |  |  |  |  |  |  |  |  |  |  |  |  |
|  | 2. Auguste de Saxe-Cobourg-Gotha                |  |  |  |  |  |  |  |  |  |  |  |  |
|  |                                                 |  |  |  |  |  |  |  |  |  |  |  |  |
|  |                                                 |  |  |  |  |  |  |  |  |  |  |  |  |
|  | 10. Pierre II du Brésil                         |  |  |  |  |  |  |  |  |  |  |  |  |
|  |                                                 |  |  |  |  |  |  |  |  |  |  |  |  |
|  |                                                 |  |  |  |  |  |  |  |  |  |  |  |  |
|  | 5. Léopoldine du Brésil                         |  |  |  |  |  |  |  |  |  |  |  |  |
|  |                                                 |  |  |  |  |  |  |  |  |  |  |  |  |
|  |                                                 |  |  |  |  |  |  |  |  |  |  |  |  |
|  | 11. Thérèse-Christine de Bourbon-Siciles        |  |  |  |  |  |  |  |  |  |  |  |  |
|  |                                                 |  |  |  |  |  |  |  |  |  |  |  |  |
|  |                                                 |  |  |  |  |  |  |  |  |  |  |  |  |
|  | 1. Clémentine de Saxe-Cobourg-Gotha             |  |  |  |  |  |  |  |  |  |  |  |  |
|  |                                                 |  |  |  |  |  |  |  |  |  |  |  |  |
|  |                                                 |  |  |  |  |  |  |  |  |  |  |  |  |
|  | 12. Léopold II de Toscane                       |  |  |  |  |  |  |  |  |  |  |  |  |
|  |                                                 |  |  |  |  |  |  |  |  |  |  |  |  |
|  |                                                 |  |  |  |  |  |  |  |  |  |  |  |  |
|  | 6. Charles Salvator de Habsbourg-Toscane        |  |  |  |  |  |  |  |  |  |  |  |  |
|  |                                                 |  |  |  |  |  |  |  |  |  |  |  |  |
|  |                                                 |  |  |  |  |  |  |  |  |  |  |  |  |
|  | 13. Marie-Antoinette de Bourbon-Siciles         |  |  |  |  |  |  |  |  |  |  |  |  |
|  |                                                 |  |  |  |  |  |  |  |  |  |  |  |  |
|  |                                                 |  |  |  |  |  |  |  |  |  |  |  |  |
|  | 3. Caroline Marie de Habsbourg-Toscane          |  |  |  |  |  |  |  |  |  |  |  |  |
|  |                                                 |  |  |  |  |  |  |  |  |  |  |  |  |
|  |                                                 |  |  |  |  |  |  |  |  |  |  |  |  |
|  | 14. Ferdinand II des Deux-Siciles               |  |  |  |  |  |  |  |  |  |  |  |  |
|  |                                                 |  |  |  |  |  |  |  |  |  |  |  |  |
|  |                                                 |  |  |  |  |  |  |  |  |  |  |  |  |
|  | 7. Marie-Immaculée de Bourbon-Siciles           |  |  |  |  |  |  |  |  |  |  |  |  |
|  |                                                 |  |  |  |  |  |  |  |  |  |  |  |  |
|  |                                                 |  |  |  |  |  |  |  |  |  |  |  |  |
|  | 15. Marie-Thérèse de Habsbourg-Lorraine-Teschen |  |  |  |  |  |  |  |  |  |  |  |  |
|  |                                                 |  |  |  |  |  |  |  |  |  |  |  |  |
|  |                                                 |  |  |  |  |  |  |  |  |  |  |  |  |

#### Ouvrages généraux

Blason des Saxe-Cobourg brésiliens.

- Nicolas Énache, La descendance de Marie-Thérèse de Habsburg, Paris, Éditions L'intermédiaire des chercheurs et curieux, 1999, 795 p. (ISBN 978-2-908003-04-8)
- Michel Huberty et Alain Giraud, L'Allemagne dynastique : HESSE-REUSS-SAXE, t. I, Le Perreux-sur-Marne, 1976, 597 p.

#### Biographie romancée
- (it) Alessandro Nicolis Di Robilant, La rosa del deserto, Tre60, coll. « Narrativa TRE60 », 2022, 456 p. (ISBN 978-88-6702-713-2).

#### Articles biographiques
- (en) Olivier Defrance, « Between Egypt and Europe - The curious fate of Clémentine of Saxe-Coburg and Gotha », Royalty Digest Quarterly, no 4,‎ 2013, p. 1-13 (ISSN 1653-5219).
- Olivier Defrance et Joseph van Loon, « Philipp Josias de Saxe-Cobourg et Gotha, un cousin méconnu de nos rois », Museum Dynasticum, vol. XXX, no 1,‎ 2018, p. 5-21 (ISSN 0777-0936, lire en ligne, consulté le 18 août 2022).
- (en) Olivier Defrance et Joseph van Loon, « The Last Kohary - The life of Philipp Josias of Saxe-Coburg and Gotha », Royalty Digest Quarterly, no 4,‎ 2017, p. 1-12 (ISSN 1653-5219).